# Hyundai Trago
Der Hyundai Trago (koreanisch 현대 트라고) ist eine Lastkraftwagen-Baureihe der Hyundai Motor Company, welche zwischen 2006 und 2013 produziert wurde. Es gibt sie sowohl als Lastzug, Kipperfahrzeug und als Sattelzugmaschine. Der Trago löste den Hyundai New Power Truck ab, jedoch wurde er auf diesem Modell aufbauend entwickelt. In Südkorea selbst wiederum heißt er wie der Vorgänger Hyundai New Power Truck. Als SZM und Kipper wird der Trago ab 2013 nach und nach durch den Hyundai Xcient ersetzt. Langfristig sollen auch die übrigen Modelle durch vom Xcient abgeleitete Exemplare ersetzt werden.

## Modellgeschichte
Die meisten schweren Lkw-Modelle von Hyundai tragen ein spezielles Hyundai Truck Emblem, der Trago jedoch vorne ein großes Hyundai Logo und hinten die Aufschrift Trago. In Asien, in den Pazifik-Ländern, im Mittleren Osten, in Afrika und in Südamerika, wo das Modell als Trago vermarktet wird, ist der Hauptkonkurrent neben den auch in Europa bekannten Mitbewerbern wie Volvo FM, Scania R-Serie, Mercedes-Benz Actros, MAN TGA und Iveco Stralis der Daewoo Novus.
Auf dem Heimatmarkt wurde der Trago als New Power Truck in der Standardvariante Pro mit spezieller Lärmschutz Technik für Innenstädte und als Gold für das übliche Flottengeschäft und mit den höheren Motorvarianten angeboten.
Die Sattelzugmaschine ist mit der Antriebsformel 6 × 2 mit 440 PS und 6 × 4 mit 380/410/440 PS erhältlich.
Der Standard Fracht-Lkw bzw. Gliederzug ist in 8 × 4 Formel mit 19 oder 19,5 Tonnen Gesamtgewicht verfügbar und als 10 × 4 mit 25 Tonnen Gesamtgewicht. Der Kipper verfügt stets über 8 × 4 Antriebsformel mit einem Gesamtgewicht von 24 oder 25,5 Tonnen. Bei der 25,5 Tonnen Variante kommt dabei exklusiv die 460 PS Motorvariante zum Einsatz.
Für alle Versionen ab 410 PS steht ein ZF Friedrichshafen 16-Gang Schaltgetriebe zur Verfügung. Für die 380 PS Motorvariante ein ZF 10-Gang Schaltgetriebe.
Für die Bering Motors Varianten in Nordamerika werden optional Automatikgetriebe von Allison Transmission angeboten.